# Antioh IV. Epifan
Antioh IV. Epifan (starogrško starogrško Ἀντίοχος ὁ Ἐπιφανής, Antíohos ho Epiphanḗs, "manifestacija boga") je bil od leta 175 pr. n. št. do svoje smrti  kralj perzijskega Selevkidskega cesarstva, * okoli 215 pr. n. št., † november/december 164 pr. n. št.
Bil je sin kralja Antioha III. Velikega, rojen kot Mitridat. Ime je spremenil po prihodu na prestol. Med najpomembnejše dogodke v njegovem življenju spadajo skoraj popolna osvojitev Egipta, preganjanje Judov v Judeji in Samariji in upor judovskih Makabejcev.
Antioh je bil prvi selevkidski kralj, ki je na kovancih uporabljal božanske epitete, ki so jih morda navdihnili baktrijski helenistični kralji. Epiteti bi lahko bili tudi odzraz kulta vladarja, ki ga je njegov oče Antioh Veliki uzakonil v Selevkidskem cesarstvu. Med epitete sta spadala  Θεὸς Ἐπιφανής - manifestacija boga in po zmagi v Egiptu Νικηφόρος - prinašalec zmage. Antioh je poskušal komunicirati tudi z navadnimi ljudmi. Pojavljal se je v javnih kopališčih in občinskih pisarnah in zaradi pogosto ekscentričnega in muhastega vedenja dobil vzdevek Epiman - Nori.

## Življenje

### Vzpon na prestol
Antioh je bil član grško govoreče dinastije Selevkidov, sin Antioha III. Velikega in kandidat za njegovega naslednika Kot tak je bil po Apamejskem sporazumu iz leta 188 pr. n. št. poslan v Rim za talca Rimske republike. Ko je Antioha III. leta 187 pr. n. št. nasledil Antiohov starejši brat Selevk IV. Filopator, je Antioha na zahtevo Rima zamenjal njegov nečak, Selevkov sin Demetrij I. Soter. Ko so Selevka IV. leta 175 pr. n. št. umorili, je bil Antioh IV. v Atenah.
Selevka je umoril uzurpator Heliodor, ki se je verjetno upal, da bo sam prevzel oblast v cesarstvu. Antioh je s pomočjo pergamskega kralja Eumena II. odšel iz Aten in preko Male Azije novembra 175 pr. n. št. dosegel Sirijo. Selevkov zakoniti dedič Demetrij I. je bil še vedno talec v Rimu, zato je selevkidski prestol prevzel Antioh IV. in se nezakonito razglasil za sovladarja Selevkovega mladoletnega sina Antioha. Slednjega je leta 170 pr. n. št. umoril.

### Vojni z Egiptom in odnosi z Rimom
Po prevzemu oblasti je poskrbel za ohranitev dobrih odnosov z Rimsko republiko. Leta 173 pr. n. št. je v Rim poslal delegacijo z delom neplačane odškodnine, ki jo je cesarstvo dolgovalo po Apamejskem sporazumu iz leta 188 pr. n. št. Delegacija je obnovila pogodbo o prijateljstvu in zavezništvu z Rimom. K temu je veliko pripomoglo dejstvo, da je Antioh prišel na oblast s pomočjo Eumena II., glavnega rimskega zaveznika v regiji.
Varuhi egipčanskega kralja Ptolemaja VI. Filometorja so leta 170 pr. n. št. zahtevali vrnitev Kelesirije in razglasili vojno Selevkidom ob predpostavki, da je bilo kraljestvo razdeljeno po Antiohovem umoru njegovega nečaka. Antioh je bil na vojno bolje pripravljen od nasprotnika in sprožil preventivni pohod proti Egiptu. Premagal je ptolemajsko vojsko in zasedel Pelezij, pomembno mesto v Nilovi delti. V nadaljevanju pohoda je odsvojil vse, razen Aleksandrije, in zajel kralja Ptolemaja VI. Njegovi uspehi so bili deloma posledica tretje makedonske vojne, v katero je bila vpletena tradicionalna egipčanska zaveznica Rimska republika.
Da bi se izognil reakciji Rima, je Antioh dovolil Ptolemaju VI., da še naprej vlada iz Memfisa kot marionetni kralj. Po Antiohovem umiku je Aleksandrija za novega kralja izbrala Ptolemajevega brata, ki je vladal kot Ptolemaj VIII. Everget. Brata Ptolemaja sta se dogovorila, da bosta Egiptu vladala skupaj, namesto da bi se vojskovala v državljanski vojni.
Leta 168 pr. n. št. je Antioh drugič napadel Egipt. V napad je poslal tudi floto, ki naj bi zasedla Ciper. Še preden je dosegel Aleksandrijo, mu je pot zaprl rimski veleposlanik Gaj Popilij Len za zahtevo Rima, naj umakne svojo vojsko iz Egipta in Cipra, sicer bo sledila vojna z Rimsko republiko. Antioh je poskušal zavlačevati, vendar je nazadnje popustil in se umaknil.

### Preganjanje Judov
Selevkidi so bili, tako kot pred njimi Ptolemajci, suvereni Judeje. Spoštovali so judovsko kulturo in ščitili judovske ustanove. Antioh IV. je to politiko drastično spremenil in začel Jude preganjati, kar je povzročilo upor Makabejcev (167–160 pr. n. št.) 

### Zadnja leta
Kralj Mitridat I. Partski je izkoristil Antiohove težave na zahodu kraljestva in ga napadel z vzhoda. Leta 167 pr. n. št. je osvojil Herat in presekal glavno trgovsko pot proti Indiji. Grški svet je razbil na dva dela.
Antioh je prepoznal nevarnost na vzhodu, vendar se ni hotel odreči nadzoru nad Judejo. V Makabejo je poslal svojega poveljnika Lizija, sam pa se je z glavnino selevkidske vojske odpravil proti Partom. Sprva je imel nekaj uspehov, potem pa je zbolel in leta 164 pr. n. št. nenadoma umrl

## Zapuščina

### Judovsko izročilo
Antioh IV. je Judom vladal od leta 175 do 164 pr. n. št. Judje se ga spominjajo kot velikega podleža in preganjalca judovskih običajev. Rabinski viri ga imenujejo  הרשע (haraša, hudobni). Judovska enciklopedija meni, da je bila njegova upodobitev v primarnih virih očitno pravilna, in ga tudi sama prikazuje kot krutega in nadutega vladarja, ki je poskušal vsem narodom svojega kraljestva vsiliti helensko kulturo.  Ali je bila Antiohova politika usmerjena v iztrebljanje judovstva kot kulture in religije ali ne, ostaja predmet razprav. Glede na to, da je bilo preganjanje omejeno samo na Judejo in Samarijo, na judovsko diasporo pa ne, je bilo po mnenju Ericha S. Gruena preganjanje Judov bolj verjetno povezano s plačevanjem davkov kot z religijo.